# هموگلوبین بارت
هموگلوبین بارت یا هموگلوبین بارتز (انگلیسی: Hemoglobin Barts) نوعی غیرعادی از هموگلوبین است که ۴ گاما-گلوبین دارد و نسبتاً نامحلول است و بنابراین در گلبول‌های قرمز خون تجمع می‌یابد. هموگلوبین بارت میل چسبندگی شدیدی به اکسیژن دارد، بنابراین نمی‌تواند اکسیژن را در بافت‌ها رها کند. در نتیجه، یک حامل اکسیژن ناکارآمد محسوب می‌شود. هنگامی که رویان رشد می‌کند، در هفته‌های ۵–۶ رشد، آلفا گلوبین می‌سازد. هنگامی که هر دو ژن HBA1 و HBA2 که آلفا گلوبین‌ها را کدگذاری می‌کنند، ناکارآمد شوند، رویان برای ساخت یک هموگلوبین عملکردی دچار مشکل خواهند داشت. در نتیجه، زنجیره‌های گاما تجمع یافته و چهار گاما گلوبین را تشکیل می‌دهند. این گاما گلوبین‌ها با هم هموگلوبین بارت را می‌سازند. هموگلوبین بارت در بیماری تالاسمی آلفا هم تولید می‌شود و در شدیدترین موارد تنها شکل هموگلوبین در گردش خون است. در این شرایط، جنین دچار هیدروپْسْ فِتالیس می‌شود و معمولاً قبل یا اندکی پس از تولد می‌میرد، مگر اینکه انتقال خون داخل‌رحمی انجام شود.
از آنجایی که هموگلوبین بارت در تالاسمی آلفا افزایش می‌یابد، می‌توان آن را اندازه‌گیری کرد و یک آزمایش غربالگری مفید برای این بیماری در برخی از جمعیت‌ها ارائه نمود.
توانایی اندازه‌گیری هموگلوبین بارت آن را برای تست‌های غربالگری نوزاد مفید می‌کند. اگر هموگلوبین بارت در هنگام غربالگری نوزاد تشخیص داده شود، جنین معمولاً برای ارزیابی بیشتر ارجاع می‌شود، زیرا تشخیص هموگلوبین بارت می‌تواند نشان‌دهنده حذف یک ژن آلفا گلوبین باشد که باعث می‌شود کودک ناقل خاموش (بی‌علامت) تالاسمی آلفا شود، دو حذف ژن آلفا گلوبین منجر به تالاسمی آلفا و سه حذف ژن آلفا گلوبین منجر به بیماری هموگلوبین اچ می‌شود. . قبلاً احساس می‌شد که حذف چهار ژن آلفا گلوبین با زندگی ناسازگار است، اما در حال حاضر ۶۹ بیمار اینچنینی وجود دارند که از دوران نوزادی را گذراندند و جان سالم به در برده‌اند.
این گونه از هموگلوبین به این دلیل «بارت» نامیده می شود که در بیمارستان سنت بارتُلُمه در لندن کشف شد.
| ژنوتیپ         | حذف ژن آلفا-گلوبین | جزء بالینی                              |
| αα/αα          | ۰                  | نرمال                                   |
| -α/αα          | ۱                  | ناقل خاموش (بی‌علامت)                    |
| --/αα or -α/-α | ۲                  | صفت تالاسمی آلفا (یا تالاسمی آلفا خفیف) |
| --/-α          | ۳                  | بیماری هموگلوبین H                      |
| --/--          | ۴                  | هیدروپس جنینی                           |